# Гай Секстилий
Гай Сексти́лий (лат. Gaius Sextilius; V — IV века до н. э.) — римский политический деятель из плебейского рода Секстилиев, военный трибун с консульской властью 379 года до н. э.
Гай Секстилий был первым человеком из своего рода, получившим высшую магистратуру. Всего из восьми военных трибунов 379 года до н. э. плебеями было пятеро. Двое их коллег-патрициев, Публий Манлий Капитолин и Гай Манлий Вульсон, добились без жеребьёвки самого почётного назначения, на войну с вольсками. О деятельности Гая Секстилия ничего не известно.